# Rodrigo Martins
Rodrigo Martins SJ (Sacavém, 1541 — morto em data e local desconhecidos) foi um religioso português.
Filho de Gaspar Cotta Falcão e Maria Correia, professou na Companhia de Jesus com 24 anos, a 5 de Março de 1565. Após o ingresso, tornou-se lente de teologia e moral na Universidade de Évora. Os seus ensinamentos foram compilados nas obras De Legibus, De Peccatibus e De Sacramentis, conservadas na Biblioteca do Colégio do Espírito Santo, em Évora.